# بری کلی (ورزشکار)
بری کلی (انگلیسی: Barry Kelly؛ زادهٔ ۲۴ سپتامبر ۱۹۵۴) قایقران کایاک، و قایقران کانو اهل استرالیا است.